# Škrljevita (Sanski Most, BiH)
Škrljevita je naseljeno mjesto u općini Sanski Most, Federacija Bosne i Hercegovine, BiH.

## Povijest
Nakon potpisivanja Daytonskog mirovnog sporazuma izdvojeno je istoimeno naseljeno mjesto koje je pripalo općini Oštra Luka koja je ušla u sastav Republike Srpske.

## Stanovništvo

### 1991.
Nacionalni sastav stanovništva 1991. godine, bio je sljedeći:
ukupno: 278
- Hrvati - 252
- Srbi - 26

### Popis 2013.
Na popisu 2013. godine bilo je bez stanovnika.